# La Barre, Jura
La Barre är en kommun i departementet Jura i regionen Bourgogne-Franche-Comté i östra Frankrike. Kommunen ligger i kantonen Dampierre som tillhör arrondissementet Dole. År 2022 hade La Barre 247 invånare.

## Befolkningsutveckling
Antalet invånare i kommunen La Barre
Referens:INSEE